# Casita

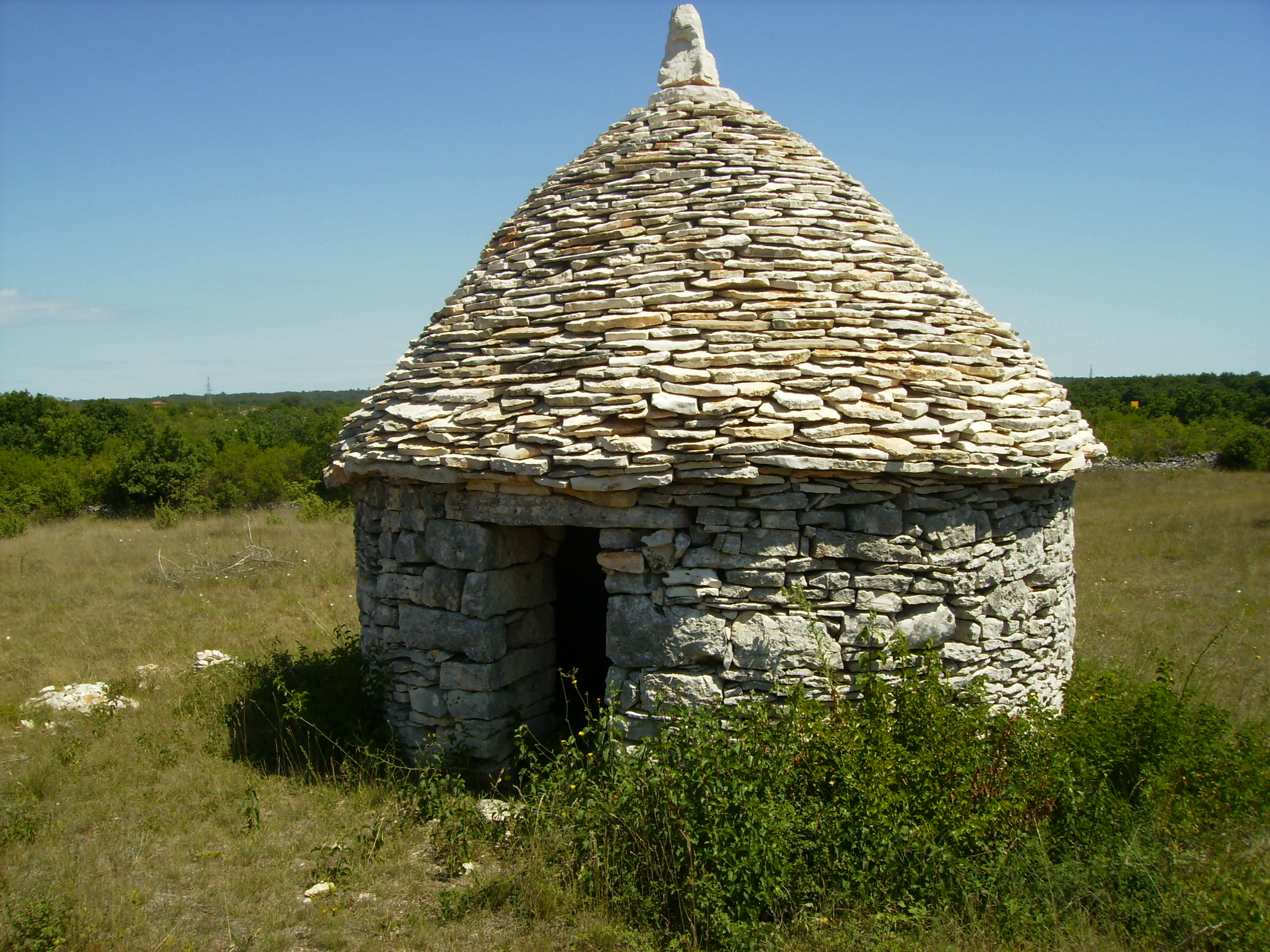
Esempio di casita.

La casita o caseta o anche casone (caʃita, caʃeta, caʃon e caʃun in istrioto ed istroveneto, kažun in istrociacavo, da cui anche il croato standard) è una costruzione rurale tipica dell'Istria.
Si tratta di una piccola architettura spontanea e di origine antica che caratterizza in particolare l'Istria meridionale (agro polese), ed in misura minore il parentino ed altre zone della penisola, restando circoscritte, salvo alcune eccezioni, entro l'area della cosiddetta Istria rossa.

## Descrizione
Le casite sono costruzioni in pietra a secco, ad un vano, a pianta circolare (specie nell'Istria meridionale), ma talvolta a pianta squadrata (specie nel parentino ed in altre aree centro-settentrionali), ed il tetto conico a scandole. Presentano un'entrata, solitamente piuttosto stretta e bassa e senza infisso e porta, e solo talvolta delle piccole finestrelle o fessure.

Il loro carattere è spiccatamente rurale, sorgendo in aperta campagna o ai margini degli abitati. La loro dimensione può variare, ma restano strutture piuttosto piccole. Non sono intese come una dimora permanente, ma servivano in passato per il ricovero temporaneo dell'uomo che lavorava nei campi e nei boschi, talvolta come ricovero per bestiame d'allevamento (capre e pecore in particolare), e come deposito dei prodotti del raccolto e degli attrezzi agricoli.
Sono di solito edifici unici ed isolati, eretti ai margini dei campi coltivati o anche in mezzo a prati e radure. Non mancano casi di piccoli agglomerati di due o più casite adiacenti, o più spesso la casita è collegata ad una masiera (o masera), l'altra tipica costruzione rurale che caratterizza la campagna istriana: lunghi muretti di pietre a secco che delimitano i campi e talvolta i sentieri.
Sono costruite a secco con blocchi e lastre della locale pietra bianca, che abbonda nelle campagne. Il materiale di risulta del dissodamento dei campi veniva quindi accatastato ai margini degli stessi in grossi depositi detti grumazzi (grumasi), e poi selezionato ed utilizzato per l'edificazione di casite e masiere.
I molteplici nomi con cui questa architettura è nota: casita, caseta, cason, casun e kažun, sono dovuti alle varietà linguistiche utilizzate nei vari paesi ed aree, che spesso differiscono leggermente pur mantenendo tutti la stessa base. Sono tutti di probabile origine istriota, adottati poi dall'istroveneto, dal ciacavo e quindi dall'italiano e dal croato standard.
Va detto però che in epoca recente la variante casita si è imposta sulle altre come nome standard nelle lingue romanze.
L'origine di queste costruzioni è molto datata e con ogni probabilità ha le sue radici in epoca preromana, nell'età dei castellieri, quando le prime popolazioni si sedentarizzarono sul territorio e svilupparono l'agricoltura.
In Istria le casite sono diffuse soprattutto nei comuni di Dignano, Fasana, Valle, Rovigno, Pola, Lisignano, Medolino, Marzana, Sanvincenti, Canfanaro e Barbana. Non si tratta di un tipo architettonico rurale unico ed isolato, bensì con diverse analogie in molte regioni del bacino Mediterraneo con abbondante disponibilità di pietra: dalle bugne (bunje) e camarde (komarde) tipiche della vicina Liburnia e Dalmazia, ad alcune strutture rurali nell'adiacente Carso, ai trulli pugliesi, a simili strutture negli Abruzzi, in Grecia, in Sardegna, Corsica, Provenza, Baleari, Catalogna, ed altrove.
Dopo decenni di disinteresse ed abbandono, a partire dagli anni '90, le casite hanno progressivamente riacquistato sempre più attenzione sorgendo a simbolo della penisola istriana e dell'autentica istrianità. Sono oggi tutelate e valorizzate in molti comuni, con diversi interventi di recupero, riedificazione e persino di edificazioni ex novo. Nel comune di Dignano, il cui territorio presenta la più alta concentrazione di queste costruzioni, si è creata una esposizione permanente e museo all'aperto che illustra la casita nelle sue varie fasi di costruzione e prevede periodiche dimostrazioni e corsi di costruzione.